# ناسو، توچیگی
ناسو، توچیگی (به لاتین: Nasu, Tochigi) یک منطقهٔ مسکونی در ژاپن است که در استان توچیگی واقع شده‌است. ناسو ۳۷۲٫۳۴ کیلومتر مربع مساحت و ۲۵٬۲۸۱ نفر جمعیت دارد.